# دياني وليامز
دياني وليامز (بالإنجليزية: Diane Williams) هي منافسة ألعاب القوى أمريكية، ولدت في 14 ديسمبر 1960 في شيكاغو في الولايات المتحدة.

## وصلات خارجية
- دياني وليامز على موقع الاتحاد الدولي لألعاب القوى (الإنجليزية)
- دياني وليامز على موقع أوليمبيديا (الإنجليزية)